# Elecciones al Parlamento de Navarra de 2011
Las elecciones al Parlamento de Navarra de 2011, que antecedieron a la VIII legislatura, se celebraron el 22 de mayo de 2011, en el marco de las elecciones autonómicas y municipales celebradas en la misma fecha en España. Se eligieron los 50 diputados del Parlamento de Navarra.

## Candidaturas

### Candidaturas que obtuvieron representación en el Parlamento
| Partido                                  | Candidato               | Observaciones |
| ---------------------------------------- | ----------------------- | --- |
| Unión del Pueblo Navarro (UPN)           | Yolanda Barcina Angulo  | En las anteriores elecciones UPN representó al Partido Popular de Navarra, en 2011 se presentó por separado. |
| Partido Socialista de Navarra (PSN-PSOE) | Roberto Jiménez Alli    | |
| Nafarroa Bai 2011                        | Patxi Zabaleta Zabaleta | Coalición electoral integrada por Aralar, Partido Nacionalista Vasco e independientes, que en anteriores elecciones se presentaron en Nafarroa Bai, una coalición más amplia.                                                                    |
| Bildu                                    | Maiorga Ramírez Erro    | En las anteriores elecciones Eusko Alkartasuna formó parte de la candidatura conjunta de Nafarroa Bai; en esta ocasión se presentó junto con Alternatiba, la plataforma ciudadana Herritarron Garaia e independientes de la izquierda abertzale. |
| Partido Popular de Navarra (PP)          | Santiago Cervera Soto   | Se presenta por primera vez tras la ruptura del pacto entre PP y UPN a nivel estatal. |
| Izquierda-Ezkerra                        | José Miguel Nuin Moreno | Coalición electoral integrada por Izquierda Unida de Navarra, que se presentó a las anteriores elecciones en solitario, y Batzarre, que lo hizo en la candidatura conjunta de Nafarroa Bai.                                                      |

### Candidaturas que no obtuvieron representación en el Parlamento
| Partido                                                                      | Candidato                        | Observaciones                                                                                 |
| ---------------------------------------------------------------------------- | -------------------------------- | --------------------------------------------------------------------------------------------- |
| Convergencia de Demócratas de Navarra (CDN)                                  | José Andrés Burguete Torres      | Mantuvo representación en el Parlamento Navarro desde 1995 hasta 2011.                        |
| Verdes de Navarra-Nafarroako Berdeak (ECOLO)                                 | Ángeles García Ruiz              |                                                                                               |
| Representación Cannábica Navarra-Nafarroako Ordezkaritza Kanabikoa (RCN-NOK) | Fermín Les Lacosta               |                                                                                               |
| Unión Progreso y Democracia (UPyD)                                           | Miguel Zarranz Elso              |                                                                                               |
| Iniciativa por Navarra (IXN)                                                 | Pedro María Egea Ortiz           | Escisión de Izquierda Unida de Navarra que encabeza el alcalde de Artajona Pedro Egea.        |
| Solidaridad y Autogestión Internacionalista (SAIn)                           | Luis Miguel Atasa Asso           |                                                                                               |
| Derecha Navarra y Española (DNE)                                             | María de las Nieves Ciprés Aznar | Escisión del Partido Popular de Navarra liderada por la exconcejal de Pamplona Nieves Ciprés. |

## Encuestas
| Encuesta                       | UPN   | NaBai 2011 | PSN-PSOE | CDN  | Izquierda-Ezkerra | PPN   | Batasuna | EA  | Bildu | UPyD | Otros | Voto en blanco o sin decidir |
| ------------------------------ | ----- | ---------- | -------- | ---- | ----------------- | ----- | -------- | --- | ----- | ---- | ----- | ---------------------------- |
| Resultados electorales de 2007 | 22    | 12 a       | 12       | 2    | 2 b               | -     | -        | -   | -     | -    | -     | -                            |
| Diario de Navarra (5/11/2008)  | -     | -          | -        | -    | -                 | -     | -        | -   | -     | -    | -     | -                            |
| Proyección de escaños          | 17    | 12         | 13       | 1    | 2                 | 5     | -        | -   | -     | -    | -     | -                            |
| CIS (28/9/2009)                | -     | -          | -        | -    | -                 | -     | -        | -   | -     | -    | -     | -                            |
| Proyección de escaños          | 16    | 14-15      | 11-12    | 0-1  | 2                 | 6-7   | -        | -   | -     | -    | -     | -                            |
| Navarrómetro(6/11/2009)        | 34,4% | 24,2%      | 23,5%    | 2,4% | 4,3%              | 9,2%  | -        | -   | -     | 1,1% | 0,9%  | -                            |
| Proyección de escaños          | 18    | 13         | 12       | 0    | 2                 | 5     | -        | -   | -     | -    | -     | -                            |
| El Mundo(2/6/2010)             | 26,5% | 21,5%      | 22,2%    | -    | 4%                | 21,6% | -        | -   | -     | -    | 4,2%  | -                            |
| Proyección de escaños          | 13-14 | 11-12      | 11-12    | -    | 2                 | 11-12 | -        | -   | -     | -    | -     | -                            |
| UPN(19/10/2010)                | -     | -          | -        | 1,2% | -                 | -     | -        | -   | -     | -    | -     | -                            |
| Proyección de escaños          | 18    | 12-14      | 10-11    | 0    | 2                 | 4-5   | 3        | -   | -     | -    | -     | -                            |
| Navarrómetro(12/11/2010)       | 34%   | 24,1%      | 23,8%    | 1,1% | 4%                | 11%   | -        | -   | -     | 0,5% | 1,5%  | -                            |
| Proyección de escaños          | 17-18 | 13         | 13       | 0    | 2                 | 5     | -        | -   | -     | -    | -     | -                            |
| El Mundo(7/1/2011)             | 32,8% | 19,6%      | 19,4%    | -    | 3,9%              | 16,4% | -        | -   | -     | -    | 7,9%  | -                            |
| Proyección de escaños          | 18    | 10-11      | 10-11    | -    | 2                 | 9     | -        | -   | -     | -    | -     | -                            |
| Deia(18/4/2011)                | -     | -          | -        | 3%   | -                 | 10%   | -        | -   | -     | -    | 1,2%  | -                            |
| Proyección de escaños          | 17    | 8-9        | 10-11    | 0-1  | 2-3               | 5     | 5        | 1-2 | -     | -    | -     | -                            |
| CIS(5/5/2011)                  | 29%   | 20,7%      | 19,3%    | 2,6% | 7,3%              | 11,3% | -        | -   | 3,9%  | 1,1% | 1,3%  | 3,6%c                        |
| Proyección de escaños          | 16-17 | 11-12      | 11       | 0    | 4                 | 6     | -        | -   | 2     | -    | -     | -                            |
| El Correo(9/5/2011)            | 21,8% | 17,4%      | 15,4%    | 2,2% | 3,7%              | 9,8%  | -        | -   | 6,7%  | 0,9% | 0,6%  | 21,5%d                       |
| Proyección de escaños          | 12-14 | 9-11       | 8-12     | 0    | 2                 | 5-7   | -        | -   | 3-4   | -    | -     | 11                           |
| Antena 3(9/5/2011)             | 33,2% | 21,5%      | 17,5%    | 3%   | 5,2%              | 13,8% | -        | -   | -     | -    | 5,8%  | -                            |
| Proyección de escaños          | 18-19 | 11-12      | 9-10     | 0-1  | 2-3               | 7-8   | -        | -   | -     | -    | -     | -                            |
| Diario de Navarra(14/5/2011)   | -     | -          | -        | -    | -                 | -     | -        | -   | -     | -    | -     | -                            |
| Proyección de escaños          | 19-20 | 9-10       | 10-11    | 0    | 2                 | 4-5   | -        | -   | 4-5   | -    | -     | -                            |
| Deia(14/5/2011)                | 19,9% | 13,1%      | 11,5%    | -    | -                 | -     | -        | -   | 10,2% | -    | -     | -                            |
| Proyección de escaños          | 16-17 | 9-10       | 9-10     | 0-1  | 2-3               | 5     | -        | -   | 6     | -    | -     | -                            |

a Como Nafarroa Bai, una coalición más amplia.

b Como Izquierda Unida de Navarra.

c Voto en blanco.

d Voto no decidido.

## Resultados
Para optar al reparto de escaños, la candidatura debe obtener al menos el 3% de los votos válidos emitidos.
| ← Elecciones al Parlamento de Navarra de 2011 → |                                                                              |         |       |         |               |
| Presidente y gobierno | Partido                                                                      | Votos   | %     | Escaños | +/–           |
| - Presidenta: Yolanda Barcina - Gobiernos: UPN, PSN (2011-2012) UPN (2012-2015) - Censo: 485.386 - Participación: 327.281 (67,4%) - Abstención: 158.105 (32,6%) - Válidos: 323.254 - A candidatura: 315.093 (97,5%) | Unión del Pueblo Navarro (UPN)                                               | 111.474 | 34,48 | 19      | –3            |
| - Presidenta: Yolanda Barcina - Gobiernos: UPN, PSN (2011-2012) UPN (2012-2015) - Censo: 485.386 - Participación: 327.281 (67,4%) - Abstención: 158.105 (32,6%) - Válidos: 323.254 - A candidatura: 315.093 (97,5%) | Partido Socialista de Navarra (PSN-PSOE)                                     | 51.238  | 15,85 | 9       | –3            |
| - Presidenta: Yolanda Barcina - Gobiernos: UPN, PSN (2011-2012) UPN (2012-2015) - Censo: 485.386 - Participación: 327.281 (67,4%) - Abstención: 158.105 (32,6%) - Válidos: 323.254 - A candidatura: 315.093 (97,5%) | Nafarroa Bai 2011 (NaBai 2011)                                               | 49.827  | 15,41 | 8 a     | –4 b ( +1 c ) |
| - Presidenta: Yolanda Barcina - Gobiernos: UPN, PSN (2011-2012) UPN (2012-2015) - Censo: 485.386 - Participación: 327.281 (67,4%) - Abstención: 158.105 (32,6%) - Válidos: 323.254 - A candidatura: 315.093 (97,5%) | Bildu                                                                        | 42.916  | 13,28 | 7 d     | +7 ( +3 f )   |
| - Presidenta: Yolanda Barcina - Gobiernos: UPN, PSN (2011-2012) UPN (2012-2015) - Censo: 485.386 - Participación: 327.281 (67,4%) - Abstención: 158.105 (32,6%) - Válidos: 323.254 - A candidatura: 315.093 (97,5%) | Partido Popular de Navarra (PP)                                              | 23.551  | 7,29  | 4       | +4            |
| - Presidenta: Yolanda Barcina - Gobiernos: UPN, PSN (2011-2012) UPN (2012-2015) - Censo: 485.386 - Participación: 327.281 (67,4%) - Abstención: 158.105 (32,6%) - Válidos: 323.254 - A candidatura: 315.093 (97,5%) | Izquierda-Ezkerra (I-E) g                                                    | 18.457  | 5,71  | 3 h     | +1i ( = j)    |
| - Presidenta: Yolanda Barcina - Gobiernos: UPN, PSN (2011-2012) UPN (2012-2015) - Censo: 485.386 - Participación: 327.281 (67,4%) - Abstención: 158.105 (32,6%) - Válidos: 323.254 - A candidatura: 315.093 (97,5%) | Convergencia de Demócratas de Navarra (CDN)                                  | 4.651   | 1,44  | 0       | –2            |
| - Presidenta: Yolanda Barcina - Gobiernos: UPN, PSN (2011-2012) UPN (2012-2015) - Censo: 485.386 - Participación: 327.281 (67,4%) - Abstención: 158.105 (32,6%) - Válidos: 323.254 - A candidatura: 315.093 (97,5%) | Verdes de Navarra-Nafarroako Berdeak (ECOLO)                                 | 4.235   | 1,31  | 0       |               |
| - Presidenta: Yolanda Barcina - Gobiernos: UPN, PSN (2011-2012) UPN (2012-2015) - Censo: 485.386 - Participación: 327.281 (67,4%) - Abstención: 158.105 (32,6%) - Válidos: 323.254 - A candidatura: 315.093 (97,5%) | Representación Cannábica Navarra-Nafarroako Ordezkaritza Kanabikoa (RCN-NOK) | 3.166   | 0,98  | 0       |               |
| - Presidenta: Yolanda Barcina - Gobiernos: UPN, PSN (2011-2012) UPN (2012-2015) - Censo: 485.386 - Participación: 327.281 (67,4%) - Abstención: 158.105 (32,6%) - Válidos: 323.254 - A candidatura: 315.093 (97,5%) | Unión Progreso y Democracia (UPyD)                                           | 2.212   | 0,68  | 0       |               |
| - Presidenta: Yolanda Barcina - Gobiernos: UPN, PSN (2011-2012) UPN (2012-2015) - Censo: 485.386 - Participación: 327.281 (67,4%) - Abstención: 158.105 (32,6%) - Válidos: 323.254 - A candidatura: 315.093 (97,5%) | Iniciativa por Navarra (IXN)                                                 | 1.332   | 0,41  | 0       |               |
| - Presidenta: Yolanda Barcina - Gobiernos: UPN, PSN (2011-2012) UPN (2012-2015) - Censo: 485.386 - Participación: 327.281 (67,4%) - Abstención: 158.105 (32,6%) - Válidos: 323.254 - A candidatura: 315.093 (97,5%) | Solidaridad y Autogestión Internacionalista (SAIn)                           | 1.054   | 0,33  | 0       |               |
| - Presidenta: Yolanda Barcina - Gobiernos: UPN, PSN (2011-2012) UPN (2012-2015) - Censo: 485.386 - Participación: 327.281 (67,4%) - Abstención: 158.105 (32,6%) - Válidos: 323.254 - A candidatura: 315.093 (97,5%) | Derecha Navarra y Española (DNE)                                             | 977     | 0,30  | 0       |               |
| - Presidenta: Yolanda Barcina - Gobiernos: UPN, PSN (2011-2012) UPN (2012-2015) - Censo: 485.386 - Participación: 327.281 (67,4%) - Abstención: 158.105 (32,6%) - Válidos: 323.254 - A candidatura: 315.093 (97,5%) | Nulos                                                                        | 4.027   | 1,23  |         |               |
| - Presidenta: Yolanda Barcina - Gobiernos: UPN, PSN (2011-2012) UPN (2012-2015) - Censo: 485.386 - Participación: 327.281 (67,4%) - Abstención: 158.105 (32,6%) - Válidos: 323.254 - A candidatura: 315.093 (97,5%) | En blanco                                                                    | 8.161   | 2,52  |         |               |

a De ellos, 5 de Aralar, 1 del PNV y 2 independientes.

b Comparación de escaños de Nafarroa Bai 2011 con el total de NaBai, que en la legislatura anterior incluía también a Eusko Alkartasuna (EA) y Batzarre.

c Respecto a los escaños asignados a PNV, Aralar e independientes dentro de Nafarroa Bai en 2007.

d De ellos, 3 de EA, 2 de HG y 2 independientes.

f Respecto a EA (dentro de NaBai en 2007).

g Incluye a Los Verdes-Grupo Verde.

h De ellos, 2 para IUN y 1 para Batzarre.

i Respecto a IUN en 2007.

j Respecto a la suma de IUN y Batzarre (dentro de NaBai en 2007).

## Votación de investidura
| Candidata             | Fecha                                                   | Voto |    |   |   | Bildu |   |   | Total |
| --------------------- | ------------------------------------------------------- | ---- | -- | - | - | ----- | - | - | ----- |
| Yolanda Barcina (UPN) | 23 de junio de 2011 Mayoría requerida: Absoluta (26/50) | Sí   | 19 | 9 |   |       |   |   | 28/50 |
| Yolanda Barcina (UPN) | 23 de junio de 2011 Mayoría requerida: Absoluta (26/50) | No   |    |   | 8 | 7     | 4 | 3 | 22/50 |
| Yolanda Barcina (UPN) | 23 de junio de 2011 Mayoría requerida: Absoluta (26/50) | Abs. |    |   |   |       |   |   | 0/50  |

## Moción de censura
| Candidato y Proponente                  | Fecha                                                   | Voto |    |   |   | Bildu |   |   | Total |
| --------------------------------------- | ------------------------------------------------------- | ---- | -- | - | - | ----- | - | - | ----- |
| Juan Carlos Longás (Bildu-Aralar-NaBai) | 18 de abril de 2013 Mayoría requerida: Absoluta (26/50) | Sí   |    |   | 8 | 7     |   | 3 | 18/50 |
| Juan Carlos Longás (Bildu-Aralar-NaBai) | 18 de abril de 2013 Mayoría requerida: Absoluta (26/50) | No   | 19 |   |   |       | 4 |   | 23/50 |
| Juan Carlos Longás (Bildu-Aralar-NaBai) | 18 de abril de 2013 Mayoría requerida: Absoluta (26/50) | Abs. |    | 9 |   |       |   |   | 9/50  |